# Oscar Fenner Marín
Oscar Fenner Marín (Curicó, 10 de  abril de 1892 – Santiago, 25 de enero de 1982) fue un militar, abogado y político chileno.

## Familia y estudios
Fue hijo de Ricardo Fenner Krause y de Dolores Luisa Marín Mujica. Cursó hasta el tercer año en el Liceo de Angol y posteriormente continuó sus estudios en la Escuela Militar en 1906. Perteneció a la rama de caballería del Ejército, llegando al grado de mayor, retirándose del Ejército para ejercer el cargo de Auditor General de Guerra. Fue profesor de la Escuela Militar, de la Escuela de Carabineros y la Academia de Guerra. Mientras estuvo en el Ejército realizó estudios de derecho, jurando como abogado en 1922.
Contrajo matrimonio con Efigenia Barros Jarpa en 1925 y, tras enviudar, con Catalina Vodanovic Haklika en 1961.

## Trayectoria política
Participó del movimiento militar de 1924, encargándose de la redacción del manifiesto del 11 de septiembre. Ejerció como ministro de Justicia e Instrucción Pública y a su iniciativa se promulgó leyes sobre quiebras, letras de cambio, realización de la prensa, etc. Redactó, junto a Santiago Lazo, el Código de Justicia Militar de 1925.  Durante el primer gobierno de Carlos Ibáñez fue secretario general de Gobierno y ministro de Tierras y Colonización.
El presidente Ibáñez lo nombró presidente del consejo y director de La Nación y Los Tiempos. Sería ministro de la Corte Marcial por veinte años (1932-1952).
Durante el segundo gobierno de Ibáñez ocuparía los ministerios de Economía y Comercio (1953) y de Relaciones Exteriores (1953). En este último cargo dictó un decreto sobre regulación de la inmigración y se creó el Estatuto Orgánico del Ministerio de Relaciones Exteriores, el que creó una Escuela de Servicio Exterior. Buscó reconstruir las relaciones entre Chile y Perú, Brasil y Estados Unidos, que se habían enfriado por la política de formación de bloques realizado por su antecesor, Arturo Olavarría. Debió renunciar tras las diferencias de opinión que tuvo con el presidente Ibáñez respecto a las relaciones con la Argentina de Juan Domingo Perón.